# 斎藤圭一郎
斎藤 圭一郎（さいとう けいいちろう、1993年1月18日 - ）は、日本のアニメーター、アニメ監督。

## 経歴
高等学校には行っていなかったという。2015年、京都精華大学マンガ学部アニメーション学科卒業。
卒業制作で監督をしたアニメーション『イタダキノサキ』は、京都精華大学マンガ学部アニメーション学科卒業制作優秀作品、および第12回吉祥寺アニメーション映画祭優秀賞 / PRODUCTION I.G賞を受賞した。
またノミネート12作品に選ばれた第15回インディーズアニメフェスタでクローバーワークスの梅原翔太プロデューサーと出会い、後の同社作品での演出や、同社作品『ぼっち・ざ・ろっく!』の監督抜擢に繋がった。
『ぼっち・ざ・ろっく!』により、「ニュータイプアニメアワード 2023」で監督賞を受賞した。

## 参加作品

### テレビアニメ
2015年
- アブソリュート・デュオ（原画）

2016年
- ラブライブ!サンシャイン!!（動画）
- DAYS（原画・第二原画）
- フリップフラッパーズ（原画）
- Occultic;Nine -オカルティック・ナイン-（原画）
- モンスターハンター ストーリーズ RIDE ON（絵コンテ・演出・原画）

2017年
- リトルウィッチアカデミア（原画）
- ACCA13区監察課（原画）
- ゲーマーズ!（原画）
- アイドルマスター SideM（演出・作画監督・原画・第二原画・動画）

2018年
- 鬼灯の冷徹 第弐期（原画）
- ヤマノススメ サードシーズン（原画）

2019年
- ブギーポップは笑わない（絵コンテ・演出・作画・原画）
- ポケットモンスター サン&ムーン（原画）
- 本好きの下剋上 司書になるためには手段を選んでいられません（原画）

2020年
- もっと!まじめにふまじめ かいけつゾロリ（原画）
- ストライクウィッチーズ ROAD to BERLIN（原画）

2021年
- ワンダーエッグ・プライオリティ（原画）
- スライム倒して300年、知らないうちにレベルMAXになってました（原画）
- Sonny Boy（絵コンテ・演出・作画監督・原画・第二原画）
- takt op.Destiny（原画）
- ぐんまちゃん（原画）

2022年
- 平家物語（原画）
- プリンセスコネクト!Re:Dive Season 2（原画）
- 処刑少女の生きる道（ED コンテ、演出、作画、背景）
- ぼっち・ざ・ろっく！（監督・絵コンテ・演出）
- モブサイコ100 III（原画）
- ヤマノススメ Next Summit（絵コンテ・演出・原画）

2023年
- 【推しの子】（第1期、OP原画）
- 葬送のフリーレン（第1期、2023年 - 2024年、監督・絵コンテ）

2024年
- 逃げ上手の若君（第二原画）

2025年
- mono（原画）
- その着せ替え人形は恋をする Season 2（人形劇 人形デザイン・絵コンテ）

2026年
- 葬送のフリーレン（第2期、監督協力）

### 劇場アニメ
2020年
- 映画ドラえもん のび太の新恐竜（原画）

2024年
- 劇場総集編ぼっち・ざ・ろっく！ Re:（監督）
- 劇場総集編ぼっち・ざ・ろっく！ Re:Re:（監督）

### OVA
2020年
- ACCA13区監察課 Regards（監督）

### Webアニメ
- 『家庭教師ヒットマンREBORN!』×『エルドライブ【elDLIVE】』SPコラボミニアニメ［24H］（2016年、動画）
- スーパー・クルックス（2021年、原画）
- 〈物語〉シリーズ オフ&モンスターシーズン（2024年、OP原画）
- タコピーの原罪（2025年、原画）

### その他
2019年
- Fate/strange Fake（CM、原画）

2020年
- アズールレーン 3周年記念アニメPV（キャラクターデザイン・作画監督）
- アズールレーン×DEAD OR ALIVE Xtreme Venus Vacation コラボイベント・イメージアニメPV（作画監督）